# Atade
Atade (em hebraico: אטד) é um nome no hebraico do Antigo Testamento que significa sanguinheiro.
Foi o lugar onde José e seus irmãos, quando a caminho do Egito para a Hebrom com os restos mortais de seu pai Jacó, fizeram por sete dias um "grande e muito dolorido pranto." Por esta razão os cananeus a chamaram de "Abelmizraim"  (em hebraico: ומצרים הבל, cujo significado é o "prado do Egito" ou "luto do Egito"). 
Sua localidade é desconhecida, mas provavelmente se situava perto de Hebrom. A palavra é traduzida como "amora" em Juízes 9:14–15 e "espinhos" em Salmos 58:9.